# Elof Isakson
John Elof Isakson, född 4 juni 1883 i Maria Magdalena församling, Stockholm, död 21 januari 1950 i Karlstads församling, Värmlands län, var en svensk dirigent.

## Biografi
Elof Isakson föddes 1883 i Maria Magdalena församling, Stockholm. Isakson arbetade som musikdirektör och invaldes 1943 som associé i Kungliga Musikaliska Akademien. Han avled 1950 i Karlstads församling.